# Georges Bernard (boxe anglaise)
Pour les articles homonymes, voir Georges Bernard et Bernard.
Georges Bernard, né Bernard Bessan le 16 mars 1894 dans le 5e arrondissement de Paris et mort le 20 janvier 1917 à Sauvagnon près de Pau, est un boxeur professionnel français.

## Carrière
Georges Bernard débute la boxe à l'âge de quinze ans. De 1909 à 1914, Bernard est l'un des boxeurs professionnels français les plus actifs du Wonderland. En juin 1914, il devient champion de France des poids moyens en battant Marcel Moreau,.
Il meurt dans un accident d'aéroplane à l'aérodrome militaire de Pau,. Il est alors considéré, après Georges Carpentier comme l'un des meilleurs champion français.

## Liens externes

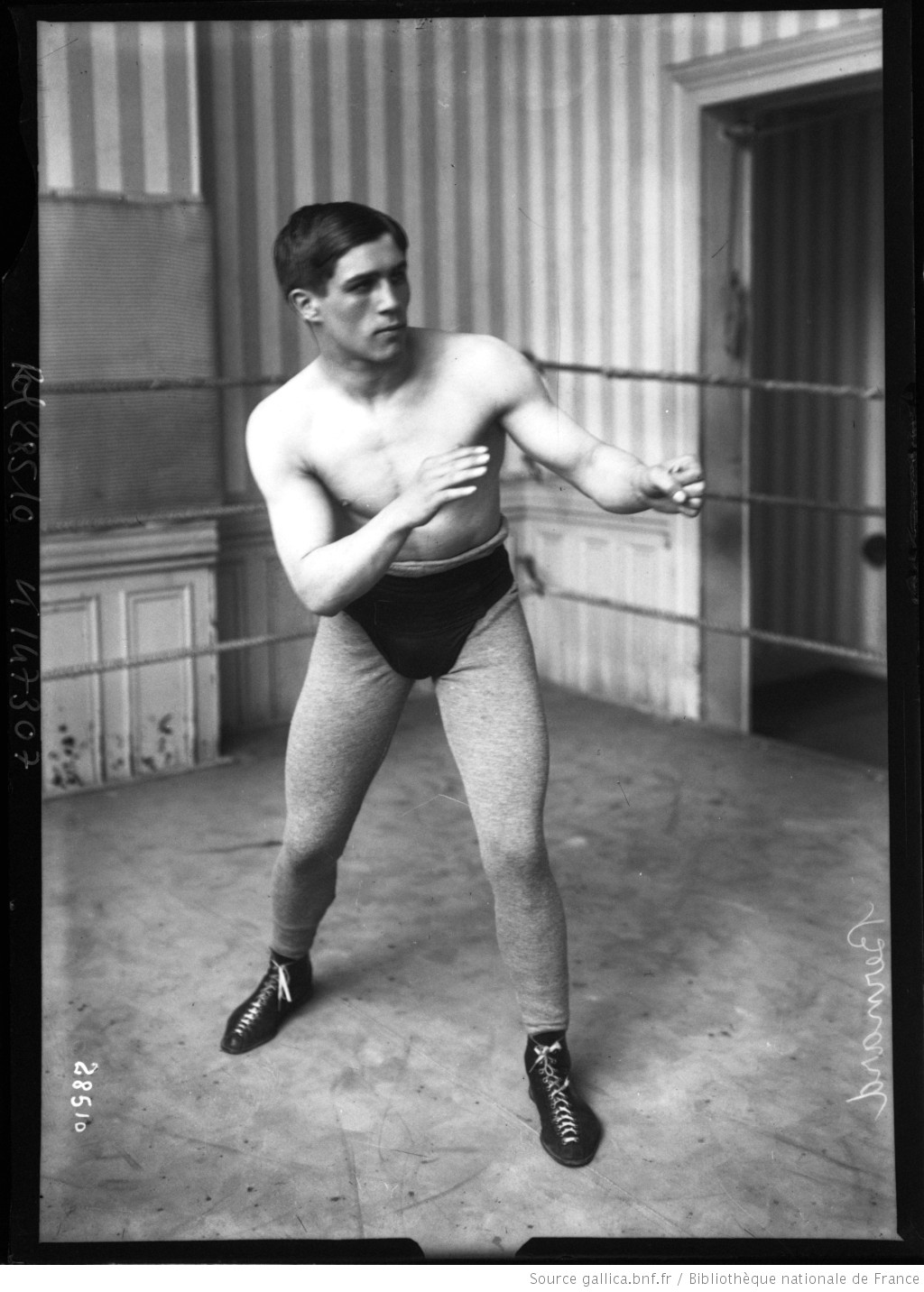
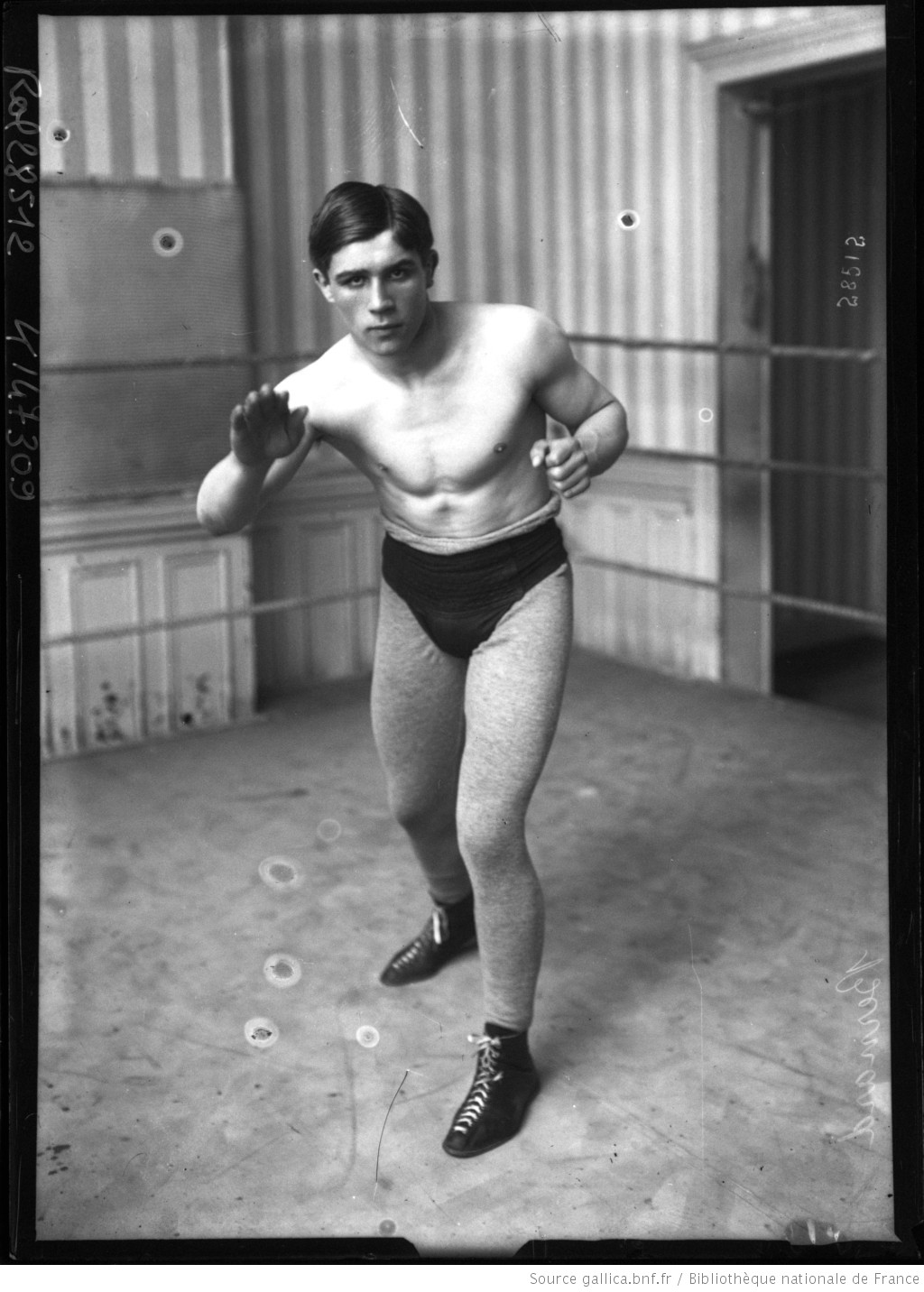
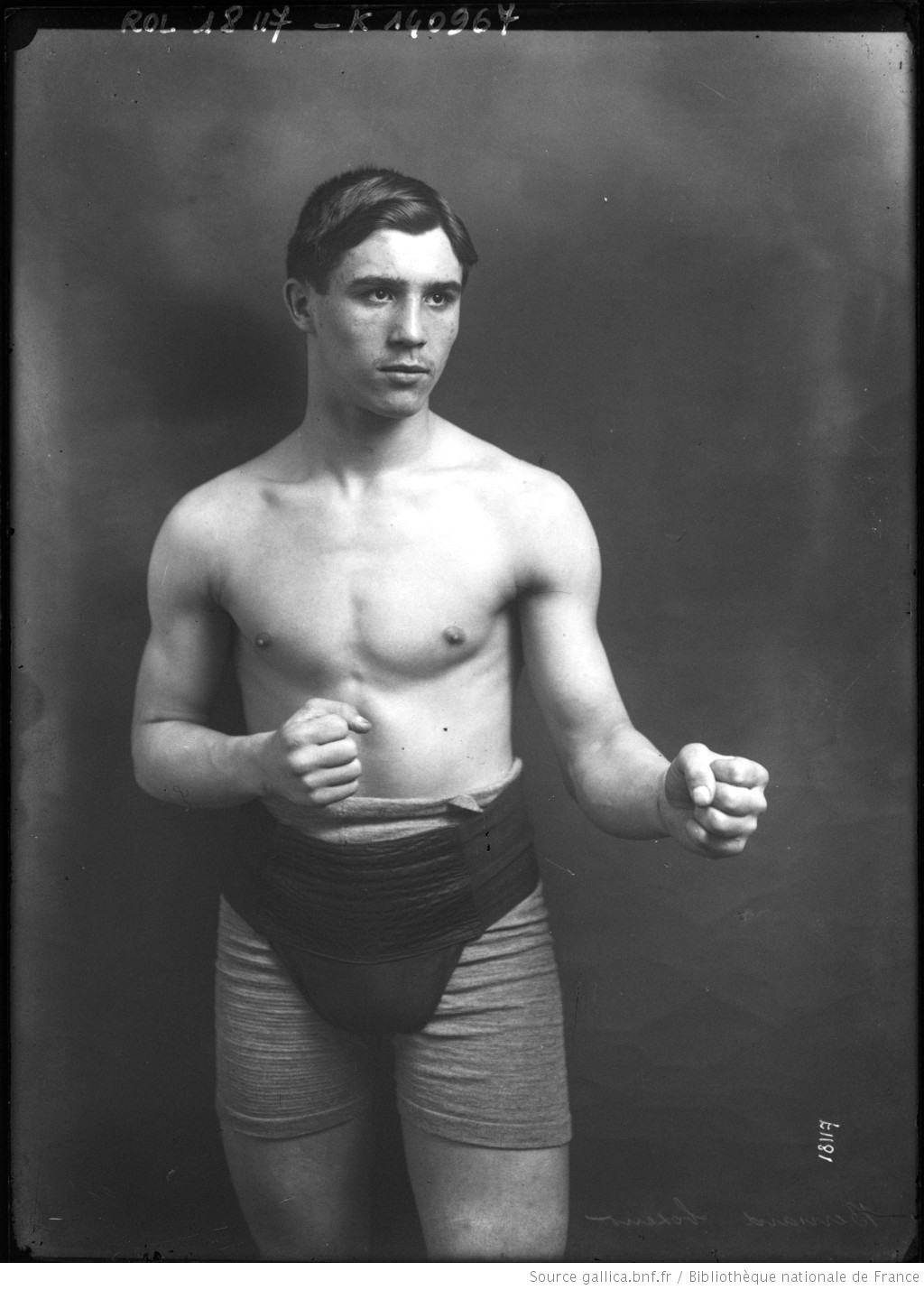
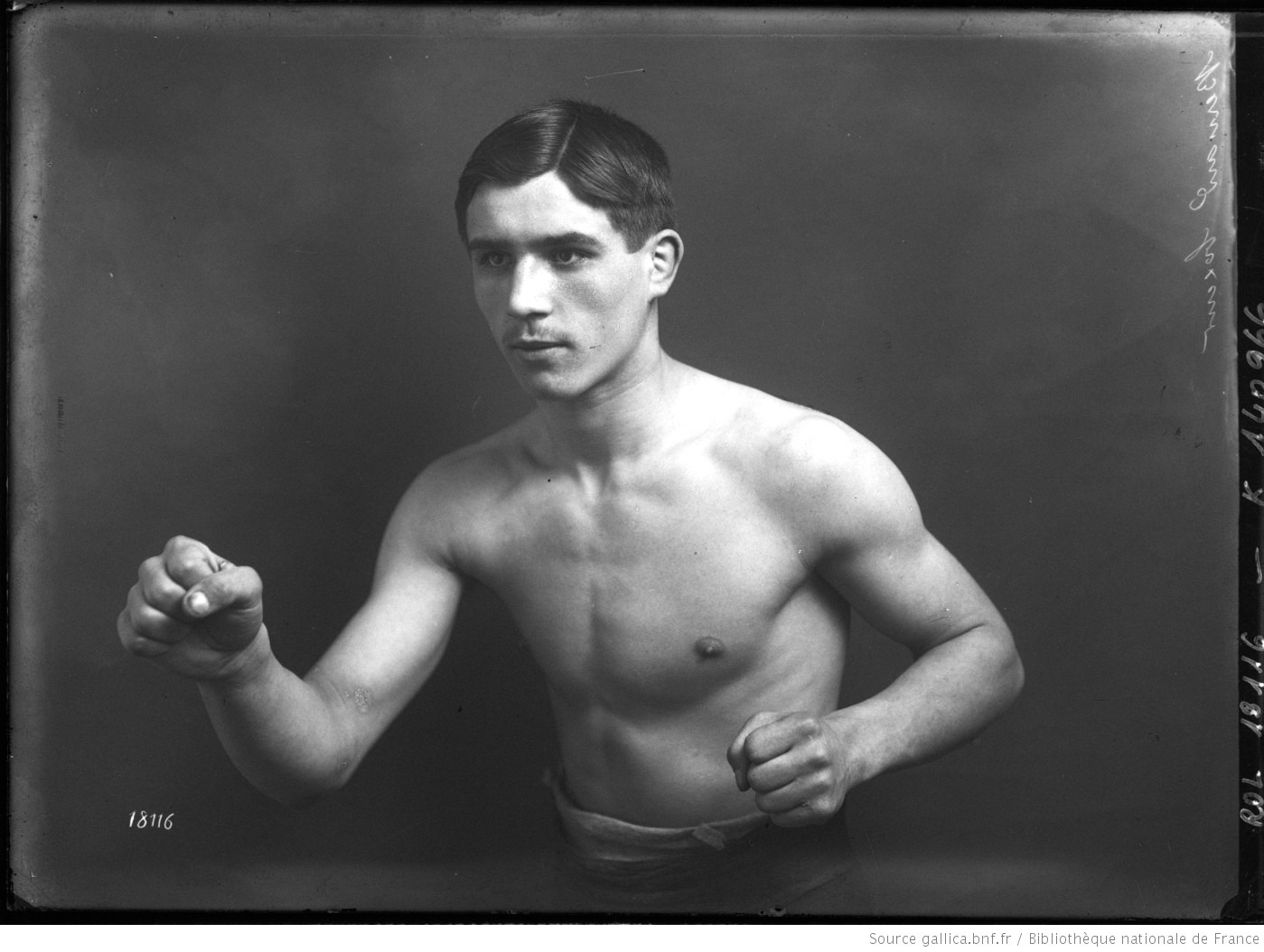